# Гладке (Гагарінський район)
Гладке (рос. Гладкое) — присілок Гагарінського району Смоленської області Росії. Входить до складу Єльнинського сільського поселення.
Населення — 15 осіб (2007 рік).